# Joseph Schmid
Joseph Schmid (ur. 11 września 1934 we Frutigen) – szwajcarski zapaśnik walczący w stylu klasycznym. Olimpijczyk z Rzymu 1960, gdzie zajął dziewiętnaste miejsce w kategorii do 62 kg.

## Letnie Igrzyska Olimpijskie 1960
| Konkurencja          | Rundy eliminacyjne  | Rundy eliminacyjne    | Klas. końcowa |
| Konkurencja          | Przeciwnik I        | Przeciwnik II         | Miejsce       |
| -------------------- | ------------------- | --------------------- | ------------- |
| 62 kg styl klasyczny | Elie Naasan (LIB) P | Rauno Mäkinen (FIN) P | 19.           |